# Örs vezér tere HÉV-állomás
Örs vezér tere HÉV-állomás (korábban Fehér út – Kertváros, majd Fehér út) egy budapesti HÉV-állomás, melyet a MÁV-HÉV Helyiérdekű Vasút Zrt. (MÁV-HÉV) üzemeltet.

## Története
1932. szeptember 15-én a növekvő zuglói családiház-építkezésekre tekintettel a rákosszentmihályi vonatok részére nyitották a megállót Fehér út – Kertváros néven. A ma ismert végállomást 1970. április 2-án adták át, az M2-es metróvonal megépítéséhez kapcsolódóan.

## Forgalom
| Járat | Útvonal | Gyakoriság       |
| ----- | --- | ---------------- |
|       | Örs vezér tere – Rákosfalva – Nagyicce – Sashalom – Mátyásföld, repülőtér – Mátyásföld, Imre utca – Mátyásföld alsó – Cinkota | 10-60 percenként |
|       | Örs vezér tere – Rákosfalva – Nagyicce – Sashalom – Mátyásföld, repülőtér – Mátyásföld, Imre utca – Mátyásföld alsó – Cinkota – Ilonatelep – Kistarcsa, kórház – Kistarcsa – Zsófialiget – Kerepes – Szilasliget – Mogyoród – Szentjakab – Gödöllő, Erzsébet park – Gödöllő, Szabadság tér – Gödöllő, Palotakert – Gödöllő | 10-60 percenként |
|       | Gödöllő → Gödöllő, Palotakert → Gödöllő, Szabadság tér → Gödöllő, Erzsébet park → Mogyoród → Szilasliget → Kerepes → Cinkota → Mátyásföld alsó → Mátyásföld, Imre utca → Mátyásföld, repülőtér → Sashalom → Nagyicce → Rákosfalva → Örs vezér tere                                                                         | Munkanap reggel  |
|       | Örs vezér tere – Rákosfalva – Nagyicce – Sashalom – Mátyásföld, repülőtér – Mátyásföld, Imre utca – Mátyásföld alsó – Cinkota – Cinkota alsó – Árpádföld – Szabadságtelep – Csömör | 30-60 percenként |

## Megközelítés tömegközlekedéssel
- Metró:
- Villamos:  3, 62, 62A
- Busz:  10, 31, 32, 44, 45, 67, 85, 85E, 97E, 131, 144, 161, 161A, 161E, 168E, 169E, 174, 176E, 231, 244, 276E, 277
- Éjszakai busz:  907, 908, 931, 956, 990
- Trolibusz:  80, 81, 82, 82A
- Elővárosi busz:  410, 419, 430, 440, 441, 484, 485, 486, 505, 508, 509, 510
- Távolsági busz:  1040, 1049, 1070, 1075, 1077, 1078